# Tadeusz Grzelak
Tadeusz Grzelak est un boxeur polonais, né à Pińsk le 24 décembre 1929 et mort le 14 octobre 1996 à Konin.

## Carrière
Grzelak compte à son actif 385 combats (324/12/49) et 26 sélections en équipe nationale. Sa carrière est principalement marquée par un titre de vice-champion d'Europe à Varsovie en 1953 dans la catégorie mi-lourds.

### Jeux olympiques
- Participation aux Jeux de 1952 à Helsinki
  - Quart de finaliste

### Championnats d'Europe de boxe amateur
- Perd en quart de finale en -81 kg en 1955 à Berlin-Ouest, Allemagne de l'Ouest
- Médaillé d'argent en -81 kg en 1953 à Varsovie, Pologne
- Perd en quart de finale en 1951 à Milan, Italie

### Championnats de Pologne
- Champion national de 1951 à 1956 (mi-lourds), et en 1959 (lourds)